# Gratot
Gratot är en kommun i departementet Manche i regionen Normandie i norra Frankrike. Kommunen ligger i kantonen Saint-Malo-de-la-Lande som tillhör arrondissementet Coutances. År 2022 hade Gratot 674 invånare.

## Befolkningsutveckling
Antalet invånare i kommunen Gratot
| Referens: INSEE |